# Порушення режиму заповідників
Порушення режиму заповідників — здійснення у межах  природних заповідників забороненої господарської діяльності, порушення інших вимог режиму цих заповідних об'єктів.

## Правові аспекти
Згідно ст. 16 Закону України «Про природно-заповідний фонд України»:
На території природних заповідників забороняється будь-яка господарська та інша діяльність, що суперечить цільовому призначенню заповідника, порушує природний розвиток процесів та явищ або створює загрозу шкідливого впливу на його природні комплекси та об'єкти, а саме:
- будівництво споруд, шляхів, лінійних та інших об'єктів транспорту і зв'язку, не пов'язаних з діяльністю природних заповідників, розведення вогнищ, влаштування місць відпочинку населення, стоянка транспорту, а також проїзд і прохід сторонніх осіб, прогін свійських тварин, пересування механічних транспортних засобів, за винятком шляхів загального користування, лісосплав, проліт літаків та вертольотів нижче 2000 м над землею, подолання літаками звукового бар'єру над територією заповідника та інші види штучного шумового впливу, що перевищують установлені нормативи;
- геологорозвідувальні роботи, розробка корисних копалин, порушення ґрунтового покриву та гідрологічного і гідрохімічного режимів, руйнування геологічних відслонень, застосування хімічних засобів, усі види лісокористування, а також заготівля кормових трав, лікарських та інших рослин, квітів, насіння, очерету, випасання худоби, вилов і знищення диких тварин, порушення умов їх оселення, гніздування, інші види користування рослинним і тваринним світом, що призводять до порушення природних комплексів; мисливство, рибальство, туризм, інтродукція нових видів тварин і рослин, проведення заходів з метою збільшення чисельності окремих видів тварин понад допустиму науково обґрунтовану ємкість угідь, збирання колекційних та інших матеріалів, за винятком матеріалів, необхідних для виконання наукових досліджень.

За скоєння цієї забороненої діяльності порушника притягають до відповідальності за ст. 91  Кодексу України про адміністративні правопорушення — на громадян накладається штраф від 153 до 408 гривень з конфіскацією знарядь добування природних ресурсів та незаконно добутих природних ресурсів чи без такої, а на посадових осіб — штраф від 255 до 510 гривень з конфіскацією знарядь добування природних ресурсів та незаконно добутих природних ресурсів. За незаконне полювання в заповіднику винні притягаються за ст. 248 Кримінального кодексу України, за що їм загрожує штраф від 17&nbsp000 до 51&nbsp000 гривень, або громадські роботи від 160 до 240 годин, або обмеження волі строком до 3 років з конфіскацією знарядь полювання та всього добутого. За умисне знищення або пошкодження об'єктів природно-заповідного фонду, в тому числі і природних заповідників, згідно ст. 252 Кримінального кодексу України накладається штраф від 17&nbsp000 до 51&nbsp000 гривень або обмеження волі строком до 3 років. Незаконна рубка в заповідниках, згідно ст. 246 Кримінального кодексу України тягне за собою штраф від 17&nbsp000 до 25&nbsp500 гривень, або арешт строком до 6 місяців, або обмеженням волі або позбавлення волі строком до 3 років з конфіскацією добутого.

## Основні види порушень режиму заповідників

### Самозахоплення території
У  Ялтинському гірсько-лісовому заповіднику на 2006 р. було виявлено близько 70 випадків самозахоплення та нецільового використання заповідної території загальною площею близько 100 га. Серед них — ресторан «Учан-Су», санаторій МВС, резервуар питної води смт Форос, дача невідомої особи у Зсувному лісництві заповідника.

### Браконьєрство
Восени 2012 р. в  Древлянському заповіднику браконьєри вбили рись — тварину, занесену до  Червоної книги України. У  Чорноморському заповіднику довгий час діяли цілі браконьєрські бригади, що заготовляли креветку. У липні 2011 р. СБУ провело в заповіднику низку військових операцій, в результаті яких на браконьєрстві було затримано 16 осіб, серед них директор Чорноморського заповідника. У філії  Луганського заповідника «Станично-Луганський», браконьєрське полювання на заповідній території в 2012 р. організовував начальник цього відділення.

### Перевищення лімітів на спецвикористання природних ресурсів
Перевірка, організована  Рахунковою палатою України виявила, що в 2006–2008 рр. перевищення лімітів по рубках лісу в  Кримському заповіднику було в 15 разів.

### Заїзд та захід сторонніх людей
Нерідко заїзд і захід сторонніх людей організовується самим керівництвом заповідників. Наприклад, у філії  Українського степового заповідника «Кам'яні могили», за сприяння його начальника, в 2000-х роках проходило масове свято «День прийому в козаки», що було грубим порушенням заповідного режиму.

### Інтродукція нових видів тварин і рослин
Для організації незаконного полювання та риболовлі в заповідниках нерідко відбувається незаконна інтродукція чужорідних видів тварин. Наприклад, у Кримський заповідник для рибного лову був завезений новий вид — севанська форель.

### Перетворення заповідника на «царське полювання» і «царську риболовлю»
У Кримському заповіднику, під виглядом «регулювання чисельності» диких копитних відбувається справжнє полювання для високопоставлених осіб. Для цього в заповіднику споруджено десятки мисливських вишок, в штатному розкладі заповідника є посади старшого мисливствознавця, мисливствознавців та єгерів. У 2012 р. в заповіднику мисливцями було відстріляно 15 оленів, 10 кабанів та 5 муфлонів. Для елітної риболовлі в Кримському заповіднику організовані місця для лову форелі.

### Засмічування території
Масове неорганізоване відвідування природних заповідників, а також самобуди ведуть до засмічення заповідної території. Численні купи сміття маються на території заповідника Мис Мартьян, Ялтинського гірсько-лісового заповідника.

## Причини масових порушень режиму заповідників
Головними причинами масових порушень режиму заповідників є байдужість влади і суспільства до охорони заповідників, відомче підпорядкування заповідників, слабкість природоохоронного законодавства, погане технічне оснащення і непрофесіоналізм служби охорони заповідників . Так, в 2012 р. служба охорони Ялтинського гірсько-лісового заповідника склала лише один протокол на порушника заповідного режиму. У заповіднику Мис Мартьян власної служби охорони заповідника взагалі нема.

## Необхідні заходи щодо посилення режиму заповідників
1. Ліквідація відомчості в управлінні заповідниками.
2. Введення спеціальності у вищих і середніх навчальних закладах «Служба охорони територій природно-заповідного фонду».
3. Надання службі охорони заповідників та інших категорій природно-заповідного фонду табельної зброї і форми.
4. Організація системи перепідготовки працівників служби охорони заповідників та інших об'єктів природно-заповідного фонду.
5. Жорсткість природоохоронного законодавства відносно покарання порушників заповідного режиму.
6. Створення в суспільстві обстановки нетерпимості щодо порушень заповідного режиму.
7. Популяризація  ідеї абсолютної заповідності, відображення її принципів у природоохоронному законодавстві[8][13][10].

## Ресурси Інтернету
- Заповідники та їхні проблеми
- Справу браконьєрів Чорноморського заповідника передано до суду
- Браконьєри дісталися до Дунайського заповідника [недоступне посилання з липня 2019]
- СБУ затримала браконьєрів, котрі ловили креветок у заповіднику